# Ewald Lütge
Ewald Wilhelm Ernst Lütge, Pseudonym Herbert Lob (* 1. Februar 1945 in Isenbüttel; † 14. September 1995 in Hamburg) war ein deutscher Journalist, Radiomoderator, Musikmanager und Texter. Er war Mitbegründer der Rentnerband und Mitglied der Hamburger Szene.

## Leben
Lütge war unter anderem von März 1974 bis Mai 1975 ständiger freier Mitarbeiter bei der Musikzeitschrift Sounds, zwischen Mai 1974 und Januar 1975 verfasste einige Artikel für das Hamburger Abendblatt.
Er schrieb unter dem Pseudonym Lob den Text für Hamburger Deern, die deutsche Version von Liverpool Lou (Komponist: Dominic Behan) der Band The Scaffold von Paul McCartneys Bruder Mike McGear.
Gemeinsam mit Wilken F. Dincklage hat Lütge die Rentnerband erfunden und die ersten beiden Alben der Rentnerband ...alles klar 1974 und Revue 1975 unter dem Pseudonym Lob & Hudel produziert.
Danach war er weiter als Texter unter dem Namen Herbert Lob tätig.
Später war er für die Plattenfirma Hansa Records für die Betreuung von unter anderem Boney M. und The Teens tätig. Zeitweise lebte er in der Villa Kunterbunt in Hamburg mit Peter Petrel, Udo Lindenberg und Otto Waalkes, später in Berlin in einem Haus mit Stefan Waggershausen und Gunter Gabriel. Er arbeitete als freier Journalist unter anderem für den Stern und die Bild-Zeitung sowie für Radio Luxemburg und UFA Radio in Berlin. Weitere Zusammenarbeit gab es beispielsweise mit Frank Zander.
Aus seiner ersten Ehe mit Barbara Lütge geb. Wesemeyer hat er einen Sohn, aus seiner zweiten Ehe mit Sabine Lütge geb. Hozzel einen Sohn sowie einen Adoptivsohn.